# 272
Het jaar 272 is het 72e jaar in de 3e eeuw volgens de christelijke jaartelling.

## Gebeurtenissen

### Syrië
- Keizer Aurelianus voert een veldtocht in het Oosten en leidt het Romeinse leger door Anatolië. Hij bevrijdt de bezette Griekse steden en verslaat het leger van koningin Zenobia bij Antiochië, Emesa en uiteindelijk Palmyra zelf.
- Zenobia en haar zoon Vabalathus worden door de Romeinen gevangengenomen en in gouden kettingen meegevoerd in een triomftocht door de straten van Rome. Aurelianus geeft haar een pensioen en een Romeinse villa bij Tibur (huidige Tivoli). Het rijk Palmyra wordt voorgoed bij het Romeinse Rijk ingelijfd.

### Egypte
- Aurelianus stuurt een Romeins expeditieleger onder bevel van Marcus Aurelius Probus naar Egypte om een opstand te onderdrukken.

### Perzië
- Hormazd I (r. 272 - 273) volgt zijn vader Shapur I op als koning van het Perzische Rijk.

## Geboren
- Firminus, heilige en martelaar (overleden 303)

## Overleden
- Shapur I, koning van de Sassaniden (Perzië)